# Ana Busto
Ana Busto (Igorre, Vizcaya, 1952) es una artista española. Es fotógrafa, aunque en su trayectoria ha trabajado en distintas disciplinas artísticas, como la escultura, la pintura y otros medios de expresión como la performance y el videoarte.

## Trayectoria profesional
Realizó sus estudios de Magisterio y Periodismo  en la Universidad Autónoma de Barcelona en los años 70, en el 2003-2005 Realizó un máster en la Universidad de Nueva York, NYU, Interactive Telecommunication . En 1980 se traslada a Nueva York, comenzando su actividad expositiva en esta ciudad desde 1885. Desde 2010 a 2016 ha sido codirectora de la galería Ventana244 de Nueva York.
En la ciudad de Nueva York comienza su producción artística centrada inicialmente en la fotografía. Su primera exposición la realiza en Nueva York de obras basadas en la propia ciudad. Entre otros temas de su producción destaca su interés por el mundo del boxeo amateur en los Estados Unidos y México y posteriormente en Cuba, realizando diversas exposiciones sobre este tema a lo largo de los años que resaltan el racismo y los problemas de clase que subyacen en este deporte y trasladarlo a un campo estético. Así mismo a partir de 2001 trabaja sobre el deporte paralímpico reflejando el esfuerzo en los cuerpos de estos atletas y en la estética de la danza que ha reflejado a lo largo de su carrera.
En cuanto a los lenguajes y materiales que ha utilizado en su trabajo no sólo se circunscribe a la fotografía sino que también ha utilizado la pintura, la escultura y otros lenguajes audiovisuales (performance y video) así como una variedad de materiales basados en fundición, empleando materiales como arcilla, hierro, madera, piedra o vidrio.
Actualmente el Museo de Arte Carrillo Gil de México D.F. y el Centro-Museo Vasco de Arte Contemporáneo de Vitoria, exponen obras suyas, principalmente fotográfica.

## Exposiciones
Ha realizado exposiciones tanto en España como en América, tanto grupales como en solitario. Su primera exposición, Cibachrome Photographs, se llevó a cabo en 1985, en The Midtown Y Photographic (Nueva York), mientras que su primera exposición grupal fue Pierogi Files (1998) en el Brooklyn Museum (Nueva York). En marzo de 1999 realizó en la sala de exposiciones Metrònom (Barcelona) Night Fights, cuyo tema trata sobre el boxeo. Para esta exposición realizó una serie de fotografías de gran formato realizadas en Estados Unidos y México, con la intención de resaltar de un modo estético los problemas sociales que giran en torno a esta práctica.
Relacionado con su interés por el deporte paralímpico realizó dos exposiciones tituladas Olympians a partir del año 2005, una en Nueva York y la segunda en Barcelona,
En 2010 realizó en Ventana244 la exposición Notes junto a Anne Chu y Magaly Perez, en la que trabajaron con material industrial.
Sus últimas exposiciones han sido Burned and Burnished (en 2013) y Torched and Scorched (2015), en la cual incluyó, además de pintura y escultura, medios audiovisuales ambientales, ambas expuestas en la galería Ventana224 de Nueva York, y Ejercicios Exploratorios, en el Museo de Arte Carrillo Gil, en 2016.